# Eugène Gilbert
Adrien Eugène Amable Gilbert (Riom, 19 luglio 1889 – Chaville, 16 maggio 1918) è stato un aviatore francese.
Famoso pilota da competizione durante gli anni antecedenti la prima guerra mondiale, fu il secondo pilota ad ottenere la qualifica di Asso durante il conflitto.

## Biografia
Nato a Riom il 19 luglio 1889, figlio di Céline Françoise Henriette Gilbert (1866-1957) e di padre sconosciuto. La sua famiglia materna era originaria del comune di Billy, situato nel sud dell'Allier, per parte di padre e di Charmes per parte di madre. Suo nonno era un imprenditore del settore dei lavori pubblici. Egli crebbe a Vichy ed effettuò gli studi nel collegio di Brioude. Attirato dal mondo dell'aviazione all'età di 16 anni iniziò la sua carriera aeronautica come meccanico presso un'officina di Clermont-Ferrand. In questa città, nel 1909, si sposò con una giovane signorina Marie Andrea Bernardin. Durante il suo lavoro presso l'officina meccanica tentò di costruire un proprio velivolo, ma dovette rinunciarvi per vari problemi. Nel corso del 1910 entrò nella Scuola di volo Blériot di Étampes, conseguendo la licenza di pilota (brevetto nº 240) il 24 settembre dello stesso anno. Nel 1911 partecipò alla corsa aerea a tappe Parigi a Madrid. Durante il sorvolo dei Pirenei il suo Blériot XI fu attaccato da un'aquila madre che intendeva difendere il suo nido dall'intruso. Piuttosto che ucciderla egli preferì spaventarla sparando in aria con la sua pistola.
Chiamato ad effettuare il servizio militare fu nominato caporale aviatore nel novembre 1911, ma il 24 dello stesso mese ebbe un grave incidente che lo costrinse a ritornare alla vita civile.
Ritornato alla vita civile continuò a volare, e nel 1912 iniziò ad effettuare numerosi voli da record, tra cui Clermont-Ferrand-Brioude e ritorno, Parigi-Lione senza scalo (410 km), Parigi a Vitoria-Gasteiz (Spagna), senza scalo (810 km), Parigi-Putnex in Pomerania, volo da 1.200 km). Nel 1913 seguirono le vittorie nella Coupe Deutsch de la Meurthe, nel Circuito di Parigi, il volo Parigi-Baltico-Nord-Stettino (1.250 km in 5h 25'), la Coupe Pommery, e nel 1914 la Coupe Michelin (3.000 km coperti in 39 ore con cattive condizioni meteorologiche).

### La prima guerra mondiale
Allo scoppio della prima guerra mondiale viene mobilitato, entrando a far parte dell'Escadrille MS 23, dotata di velivoli Morane-Saulnier Type L, comandata dal capitano François de Vergnette de Lamotte. La Squadriglia combatte dapprima nei pressi di Épinal, e poi a Verdun ed a Amiens. Ottenne la sua prima vittoria contro un velivolo nemico Etrich Taube il 2 novembre 1914, durante un volo di ricognizione avendo come osservatore il comandante di squadriglia de Vergnette de Lamotte. Il 17 dicembre, volando insieme al soldato Auguste Bayle, ottiene una nuova vittoria nei pressi di Reims. Il 10 gennaio 1915, volando insieme al tenente Alphonse Elie Bros de Puechredon, abbatte un Albatros B.I sopra Chaulnes.
Il 20 aprile viene trasferito presso l'Escadrille MS 49 di stanza a Belfort dove gli viene assegnato un velivolo Morane-Saulnier Type N collaudato personalmente da Garros prima dello scoppio della guerra. Egli battezzò il suo aereo con il nome di "Vengeur", in ricordo di un amico caduto in combattimento, Marc Pourpe. Il 23 maggio durante un volo su un aereo disarmato, impegnò combattimento contro un velivolo Aviatik sparando con una carabina. L'osservatore del velivolo tedesco rispose al fuoco con il fucile in dotazione, piazzando numerosi colpi a bordo dell'aereo francese, e dopo l'atterraggio sul suo aereo furono contati ben 26 fori di proiettile.
Il 7 giugno l'aereo fu riparato ed egli abbatte un Aviatik C.III sopra le linee nemiche. Dopo questa vittoria fece installare sulle pale dell'elica dei deflettori di proiettili, posizionati secondo un sistema inventato da Roland Garros ed il 17 giugno abbatte un Etrich Taube a nord est di Saint-Amarin diventando il secondo Asso dell'aviazione. L'aereo tedesco cadde dietro le proprie linee, e grazie ad alcune testimonianze favorevoli, tale vittoria poté essere omologata. 
Il 27 giugno volando da solo a bordo del suo Morane Saulnier Type N, lanciò otto bombe da 90 mm contro un hangar di zeppelin a Friedrichshafen. Durante il volo di ritorno un guasto meccanico al propulsore lo costrinse ad effettuare un atterraggio di emergenza a Rheinfelden in Svizzera, dove venne internato. Il 22 agosto tentò di fuggire per raggiungere la Francia, ma venne ripreso. Dopo un nuovo tentativo di fuga fallito nel febbraio 1916, il 25 maggio dello stesso anno evase nuovamente raggiungendo definitivamente il territorio francese. La guerra aerea per lui era comunque terminata, in quanto divenne collaudatore dei nuovi velivoli dotati di propulsori Le Rhône.
Durante un volo di routine a Villacoublay, 16 maggio 1918, rimase ucciso in un incidente di volo, quando alle 6 del pomeriggio il suo aereo precipitò al suolo vicino a Chaville a causa della rottura di uno stabilizzatore.

## Galleria d'immagini

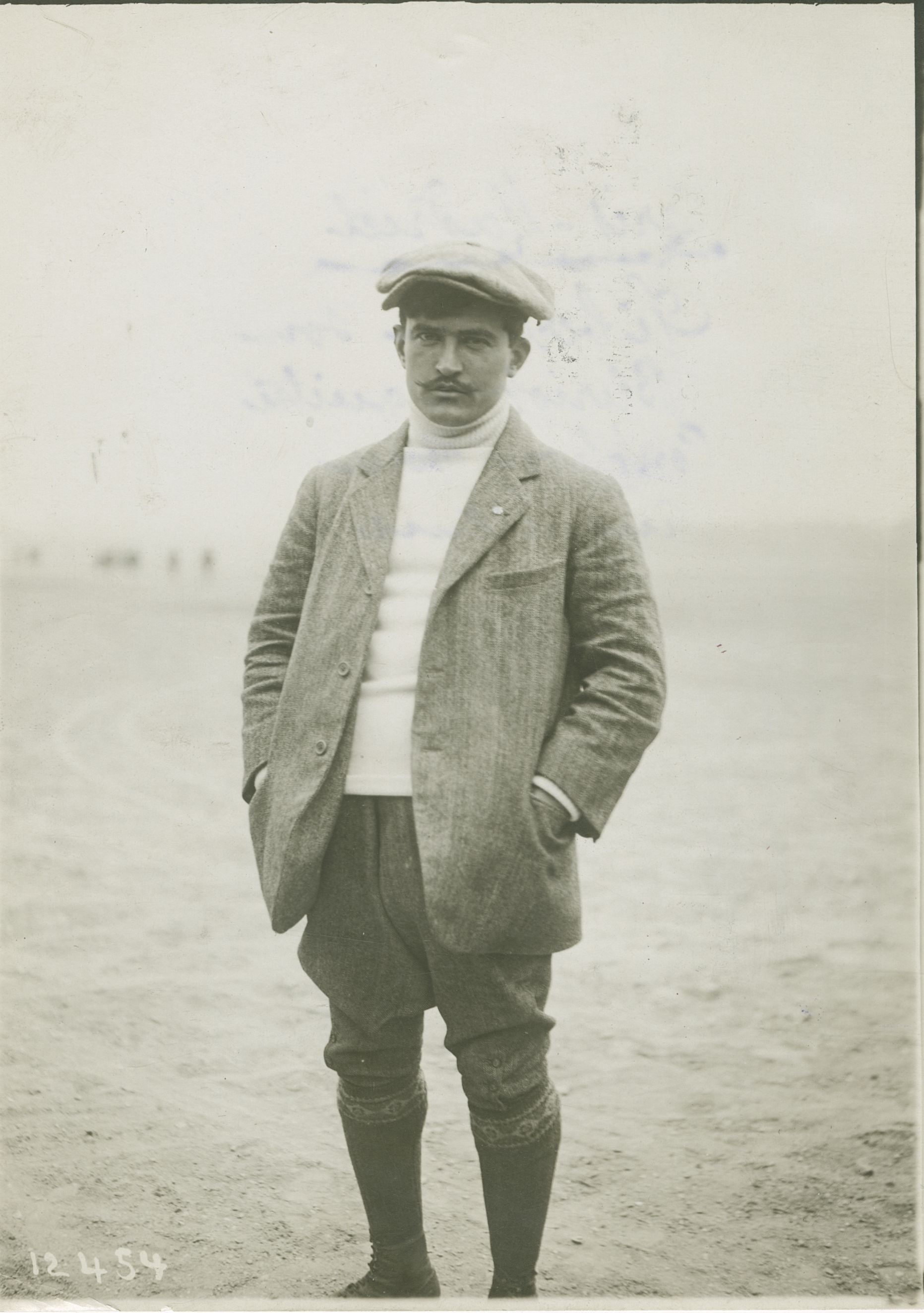
Eugène Gilbert nel 1911
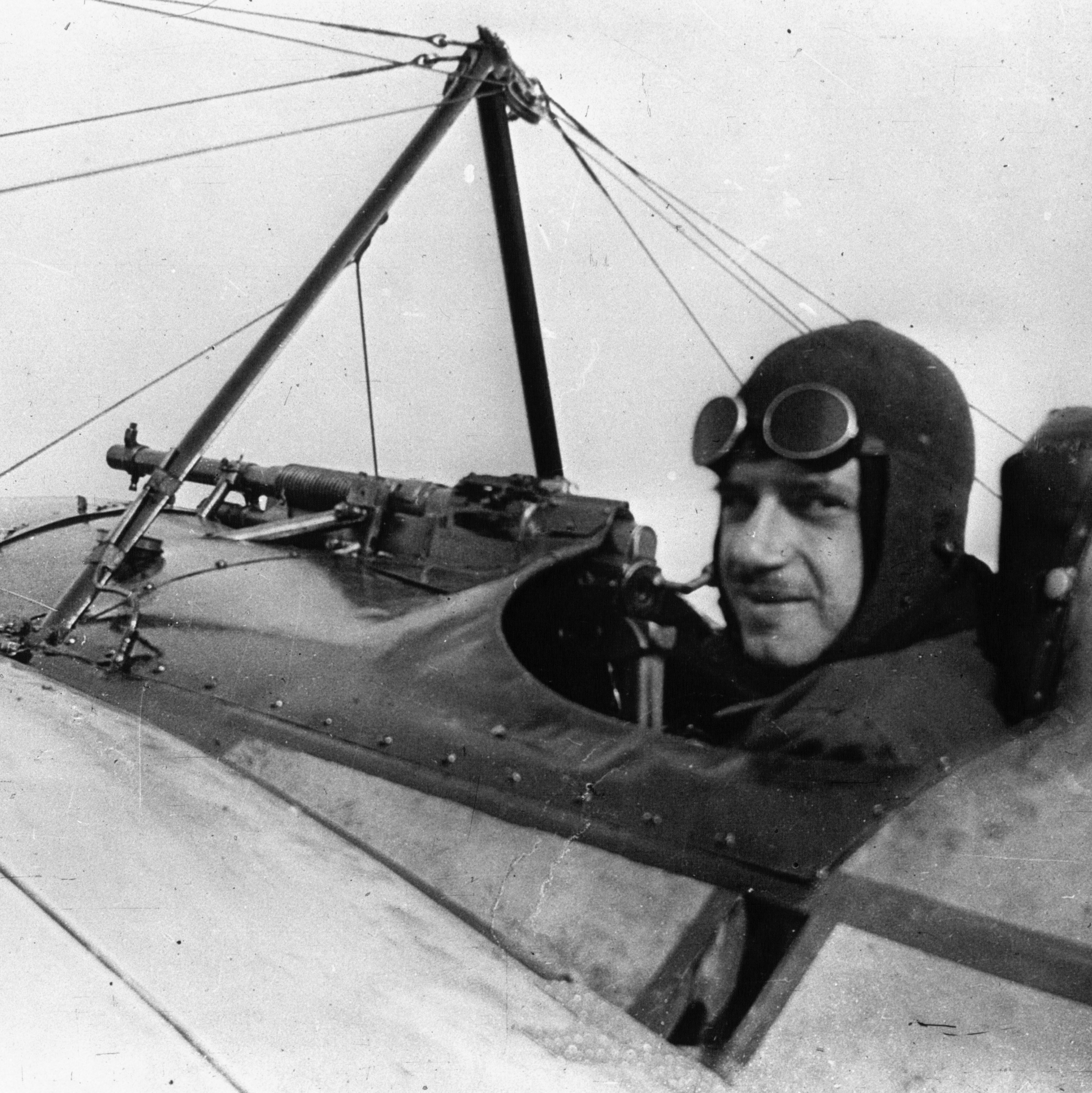
Eugène Gilbert nel 1915
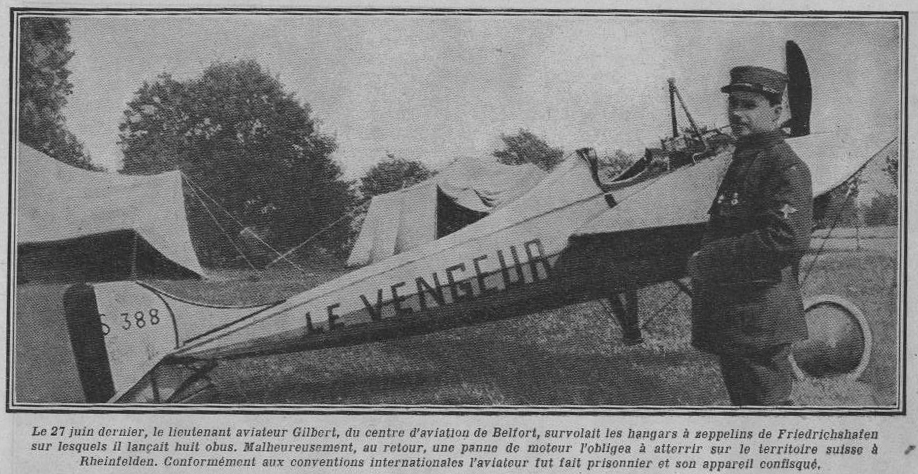
Davanti al suo Morane Saulnier Type N Vengeur
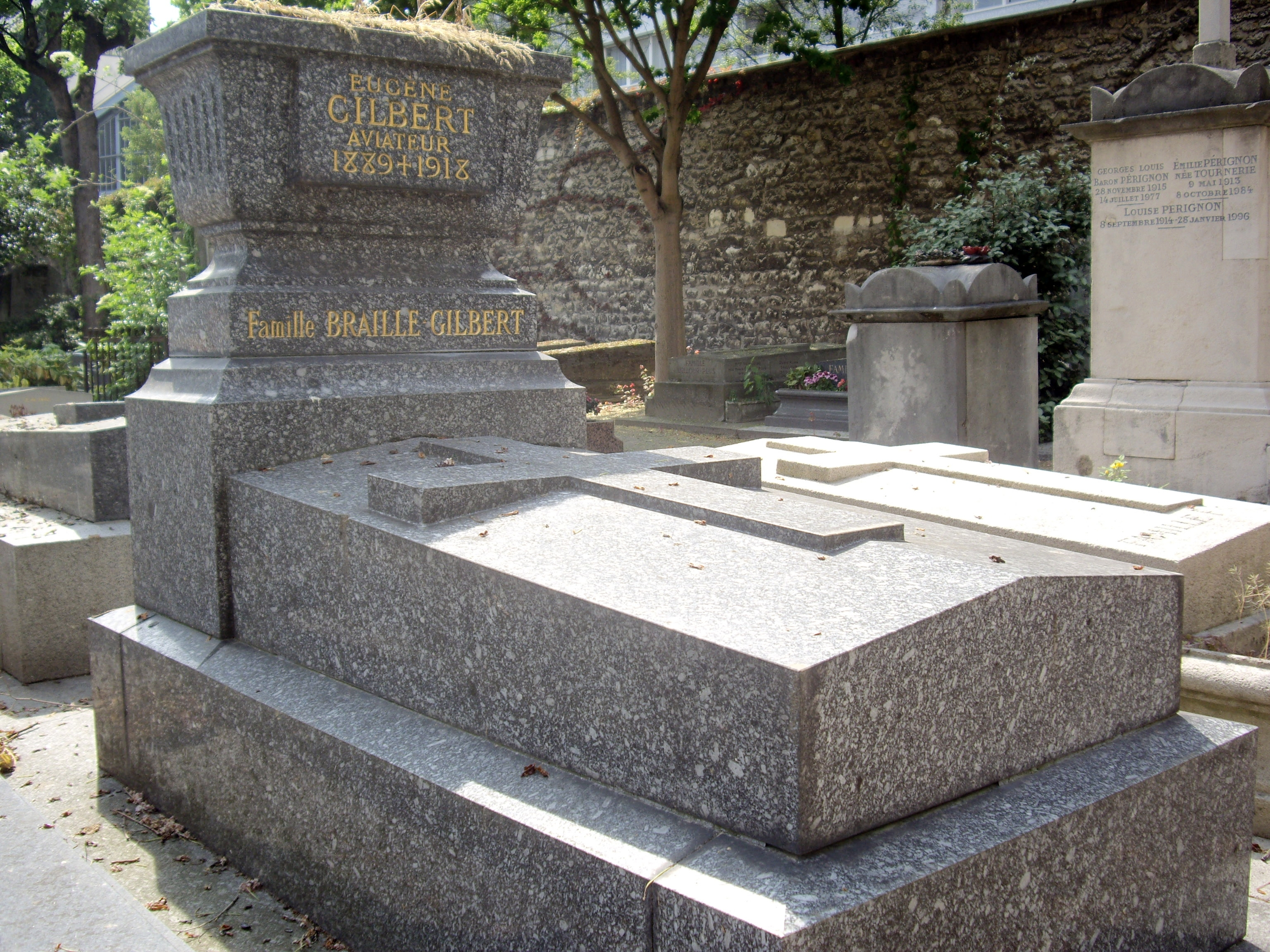
Tomba al cimitero d'Auteuil a Parigi

## Monumenti
- Stele a Brioude, dove era stato studente al college.[12].
- Busto a Vichy.[13]. Il busto attuale, scolpito da Mermet (1962) sostituisce l'originale busto in bronzo,[14] opera dello scultore Georges Dubois, scoperto il 19 settembre 1920 in presenza di Pierre Étienne Flandin, Sottosegretario di Stato per l'Aviazione e fuso nel 1942.
- Strade o viali a Clermont-Ferrand, Vichy, e Riom.
- Lapide commemorativa sulla facciata della sua casa natale a Riom, inaugurata il 22 luglio 1962.[15]